# Lingayatismus

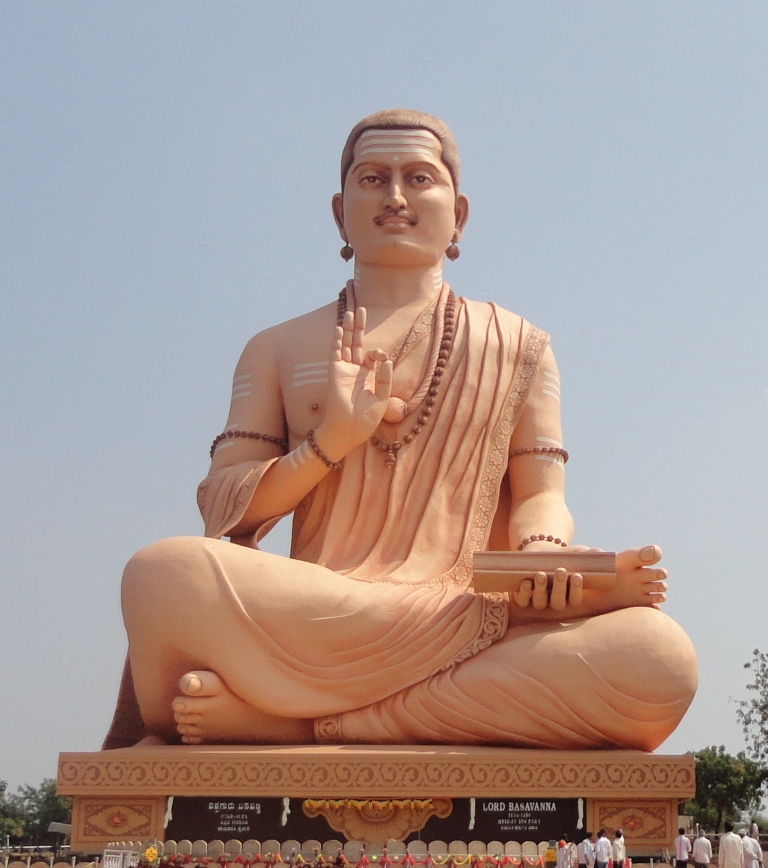
Basava-Statue (2012) bei Basavakalyan, Karnataka

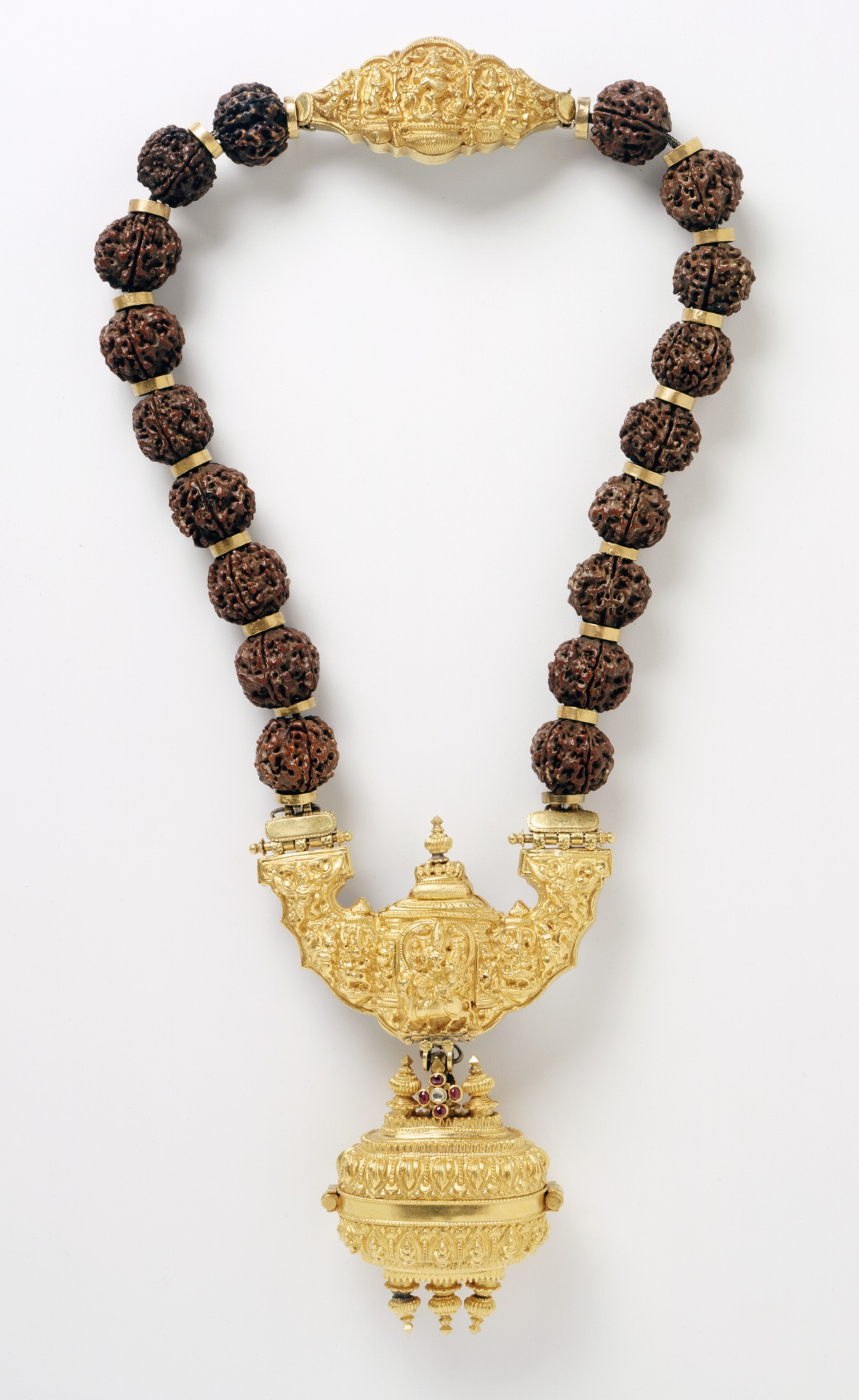
Lingayat-Halskette (tamilisch, 19. Jh.)

Lingayatismus (Tamil வீர சைவம், Telugu లింగాయతి) ist eine – der Überlieferung zufolge von Guru Basava im 12. Jahrhundert im Südwesten Indiens (heute Karnataka) gegründete – religiös-soziale Bewegung; er wird nicht selten auch als Hindu-Sekte bezeichnet. Die Anhänger werden Lingayats (= Lingam-Träger, Kannada ಲಿಂಗಾಯತ, Telugu లింగాయత, Tamil லிங்காயதம், Marathi लिंगायत) genannt, da sie in irgendeiner Form – meist im Anhänger einer Halskette – einen Miniatur-Lingam (istalinga) mit sich führen; andere Bezeichnungen der Lingayats sind Lingawants, Lingangis, Lingadharis, Sivabhaktas, Virasaivas oder Veerashaivas, ihre geistigen Führer werden als jangams bezeichnet. Zusammen mit Pashupatas, Naths, Kapalikas und anderen Sekten gehört der Lingayatismus zu den Untergruppierungen des Shivaismus. Die größtenteils in den südindischen Bundesstaaten Maharashtra, Karnataka und Tamil Nadu lebenden etwa 30 Millionen Anhänger werden zum Teil bis auf den heutigen Tag zur untersten Bevölkerungsschicht (shudras oder Other Backward Classes) gezählt. Es gibt Bestrebungen, sie bei Volkszählungen nicht länger als 'Hindus', sondern als eigenständige Gruppe zu erfassen.

## Geschichte
Basava lebte im 12. Jahrhundert in Mittelindien und war Minister des Kalachuri-Herrschers Bijjala II., mit dem er sich jedoch überwarf und sich in ein meditatives Leben zurückzog. Unter den späteren Herrschern erweiterten und veränderten seine Nachfolger die Lehre Basavas.

## Glaube und Glaubenspraktiken
Der Lingayatismus lehnt das tradierte Kastensystem ab und fordert stattdessen eine soziale Gleichstellung aller Menschen; auch der Glaube an die alten Schriften des Hinduismus (Veden und Puranas) sowie an die Wirksamkeit von Ritualen und an Wiedergeburten (samsaras) wird negiert. Der Hindu-Gott Shiva steht im Zentrum ihrer Glaubenswelt; andere Hindu-Gottheiten werden nicht beachtet oder gar strikt abgelehnt, was eine Art Monotheismus zur Folge hat. Nach ihrem Tod werden alle Lingayats mit Shiva vereint.
Gebote sind
- kala beda (nicht stehlen)
- kola beda (nicht töten oder verletzen)
- husiya nudiyalu beda (nicht lügen)
- thanna bannisabeda (bescheiden leben)
- idira haliyalu beda (andere nicht kritisieren)
- muniya beda (seine Wut zügeln)
- anyarige asahya padabeda (tolerant gegenüber anderen sein)